# Boraginoideae
Boraginoideae es una subfamilia de plantas angiospermas perteneciente a la familia Boraginaceae que tiene 117 géneros.

## Géneros
Actinocarya - Adelocaryum - Afrotysonia - Alkanna - Amblynotus - Amphibologyne - Amsinckia - Anchusa - Anchusella - Ancistrocarya - Anoplocaryum - Antiotrema - Antiphytum - Arnebia - Asperugo - Auxemma - Borago - Bothriospermum - Brachybotrys - Brunnera - Buglossoides - Caccinia - Carmona - Cerinthe - Chionocharis - Choriantha - Craniospermum - Cryptantha - Cynoglossopsis - Cynoglossum - Cynoglottis - Cystostemon - Dasynotus - Decalepidanthus - Echiochilon - Echiostachys - Echium - Elizaldia - Embadium - Eritrichium - Gastrocotyle - Gyrocaryum - Hackelia - Halacsya - Heliocarya - Heterocaryum - Huynhia - Ivanjohnstonia - Lacaitaea - Lappula - Lasiarrhenum - Lasiocaryum - Lepechiniella - Lindelofia - Lithodora - Lithospermum - Lobostemon - Macromeria - Maharanga - Mairetis - Mattiastrum - Mertensia - Metaeritrichium - Microcaryum - Microula - Mimophytum - Moltkia - Moltkiopsis - Moritzia - Myosotidium - Myosotis - Neatostema - Nesocaryum - Nogalia - Nomosa - Nonea - Ogastemma - Omphalodes - Omphalolappula - Omphalotrigonotis - Onosma - Onosmodium - Oxyosmyles - Paracaryopsis - Paracaryum - Pardoglossum - Pectocarya - Pentaglottis - Perittostema - Plagiobothrys - Pontechium - Pseudomertensia - Psilolaemus - Pulmonaria - Rindera - Rochelia - Scapicephalus - Selkirkia - Sericostoma - Setulocarya - Sinojohnstonia - Solenanthus - Stenosolenium - Stephanocaryum - Suchtelenia - Symphytum - Thaumatocaryon - Thyrocarpus - Tianschaniella - Trachelanthus - Trachystemon - Trichodesma - Trigonocaryum - Trigonotis - Ulugbekia - Valentiniella - Wellstedia